# Cephalelus smithi
Cephalelus smithi är en insektsart som beskrevs av Davies 1988. Cephalelus smithi ingår i släktet Cephalelus och familjen dvärgstritar. Inga underarter finns listade i Catalogue of Life.